# Nystads gamla kyrka
Nystads gamla kyrka (finska: Uudenkaupungin vanha kirkko) är en kyrka belägen i Nystad i Finland. Den byggdes mellan 1623 och 1629. Den är formad som en långkyrka. Från början hade den bara några små fönsterm jordgolv och saknade innertak.
Kyrkan har senare fått sin inredning, 1643 förstorades fönstren och fick ett innertak.  Två kyrkklockor inköptes. På grund av gravarna i kyrkan krävdes kalksten för att få ett plant golv. 1713 använde ryska soldater en del av kyrkan  kyrkan ett ryskt spannmålsmagasin, den andra användes som kyrka. Ett nytt tredelat innertak byggdes 1735 och inredningen gjordes enhetligare och ändamålsenligare. Ljusstakar köptes till kyrkan och den målades invändigt.
Sakristian byggdes 1752 och klockstapeln 1775. Fram till 1935 fungerade tornet för brandövervakningen av staden och under kriget för övervakning av luftrummet.

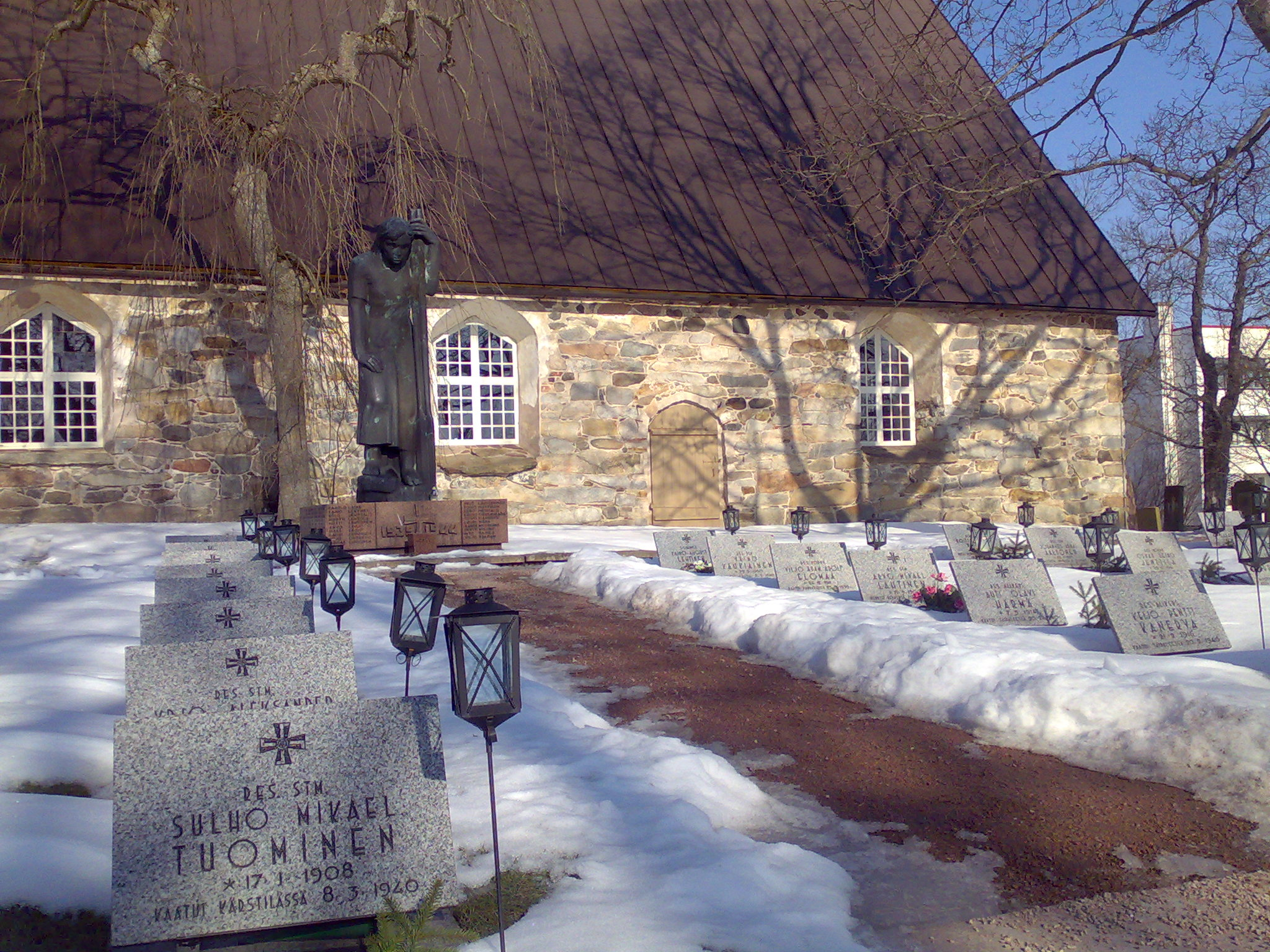
Hjältegravarna.

Kyrkan har aldrig brunnit och under Stora ofreden lyckades stadens borgare och präster rädda värdeföremålen till svenska sidan. Därför har kyrkan ännu många föremål från 1600-talet. Kyrkan är också välbevarad som en 1600-talskyrka med inredning från 1700-talet.
När den nya kyrkan i Nystad stod klar 1863 blev den gamla oanvända kyrkan museum, först sakristian 1895 och hela kyrkan 1904. Museet flyttades från kyrkan till en egen byggnad 1968. Den gamla kyrkan restaurerades mellan 1970 och 1976. Kyrkan återinvigdes 1976 av dåvarande ärkebiskopen Martti Simojoki. Han var själv född i Nystad. Sommartid hålls gudstjänster i kyrkan.
Intill kyrkan finns en gammal kyrkogård som har en bronsskulptur av skulptören Jussi Vikainen från 1952. I övrigt har ingen begravts på kyrkogården sedan 1848.
Den gamla kyrkan ligger i Nystads trähuskvarter, som Museiverket har definierat som en av Finlands nationellt betydelsefulla byggda kulturmiljöer.